# Julius Adolph de Lagnel

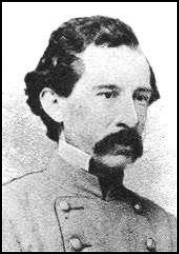
Julius A. De Lagnel

Julius Adolph de Lagnel (* 24. Juli 1827 in Newark, New Jersey; † 3. Juni 1912 in Washington, D.C.) war ein Brigadegeneral der Konföderierten im Sezessionskrieg.

## Biografie
Julius de Lagnel diente bereits im Mexikanisch-Amerikanischen Krieg von 1846 bis 1848 und wurde 1847 als Unterleutnant der Artillerie in die US Army übernommen.
1861 schied er zunächst aus dem aktiven Militärdienst aus, trat aber nach Beginn des Sezessionskrieges 1861 als Hauptmann in die Confederate States Army ein. Bei der Schlacht am Rich Mountain am 11. Juli 1861 wurde er schwer verwundet und durch einen Bewohner der Region gerettet. Als er als Viehhirte maskiert zu seiner Einheit zurückkehren wollte, wurde er gefangen genommen und am 13. Dezember 1861 im Austausch freigelassen. Im März 1862 war er Kommandeur einer Batterie und behielt diese Funktion trotz seiner Beförderung zum Brigadegeneral am 15. April 1862. Nach einer Erkrankung im Juli und August 1862 war er zunächst kampfuntauglich und diente danach bis zum Ende des Krieges im Ordonnanzbüro.
Nach Kriegsende war de Lagnel bei einer Dampfschifffahrt-Gesellschaft am Pazifik tätig.
Nach seinem Tode wurde er auf dem Saint Paul's Cemetery in Alexandria (Virginia) beigesetzt.